# Steve Jones (baloncestista)
Stephen Howard "Steve" Jones (Alexandria, Luisiana, 17 de octubre de 1942-Houston, Texas, 25 de noviembre de 2017) fue un baloncestista estadounidense que disputó ocho temporadas en la ABA, y una más en la NBA. Con 1,96 metros de estatura, jugaba en la posición de escolta. Era hermano del también exjugador profesional Nick Jones.

## Trayectoria deportiva

### Universidad
Jugó tres temporadas con los Ducks de la Universidad de Oregón, donde lideró al equipo en anotación en las dos últimas, promediando 14,5 y 16,2 puntos por partido respectivamente. Batió el récord de anotación en un partido de su universidad en su momento tras lograr 37 puntos ante Washington State Cougars.

### Profesional
Tras no ser elegido en el Draft de la NBA de 1964, no fue hasta 1967 cuando fichó por los Oakland Oaks de la ABA. En su única temporada en el equipo promedió 10,1 puntos y 4,2 rebotes por partido, y lideró la liga en porcentaje de tiros de 3, con un 42,6% de acierto.
Al año siguiente fue traspasado, junto con Ron Franz y Barry Leibowitz a los New Orleans Buccaneers a cambio de Larry Brown y Doug Moe. En su segunda temporada en el equipo se convirtió en el mejor anotador del mismo, promediando 21,5 puntos por partido, siendo elegido para disputar el primero de los 3 All-Star Game consecutivos que jugó.
En 1970 el equipo se trasladó a Memphis, y fue ese año el mejor estadísticamente, ya que promedió 22,1 puntos y 3,6 rebotes por partido. Al año siguiente se convirtió en agente libre, y fichó por los Dallas Chaparrals, quienes al año siguiente lo traspasarían a los Carolina Cougars a cambio de Bob Warren. Los Cougars a su vez lo mandarían a los Denver Rockets a cambio de Marv Roberts. Allí jugó una temporada en la que promedió 13,7 puntos y 3,3 rebotes por partido.
Tras una temporada en los Spirits of St. Louis, cambió de liga para fichar por los Portland Trail Blazers de la NBA, donde jugaría su última temporada como profesional.

## Estadísticas de su carrera en la ABA y la NBA

### Temporada regular
| Temporada | Edad | Equipo                 | Liga  | Pos. | P   | TIT | MIN  | TC  | TCA  | %TC  | 3P  | 3PA | %3P  | 2P  | 2PA  | %2P  | TL  | TLA | %TL  | R.OF. | R.DEF. | REB | ASIS | ROB | TAP | PER | FP  | PTS  |
| 1967-68   | 25   | Oakland Oaks           | ABA   | SG   | 76  |     | 25.7 | 3.7 | 8.8  | .418 | 0.3 | 0.7 | .426 | 3.4 | 8.0  | .417 | 2.4 | 3.1 | .798 |       |        | 4.5 | 1.5  |     |     | 1.8 | 3.1 | 10.1 |
| 1968-69   | 26   | N.O. Buccaneers        | ABA   | SG   | 78  |     | 38.8 | 7.4 | 17.6 | .420 | 0.7 | 1.9 | .344 | 6.7 | 15.7 | .429 | 4.5 | 5.6 | .796 | 1.9   | 3.1    | 5.0 | 2.9  |     |     | 2.5 | 3.6 | 19.9 |
| 1969-70 ★ | 27   | N.O. Buccaneers        | ABA   | SG   | 84  |     | 37.1 | 8.2 | 18.5 | .442 | 0.2 | 0.8 | .227 | 8.0 | 17.8 | .452 | 4.9 | 5.9 | .832 | 1.7   | 2.9    | 4.6 | 2.3  |     |     | 3.0 | 3.5 | 21.5 |
| 1970-71 ★ | 28   | Memphis Pros           | ABA   | SG   | 83  |     | 35.2 | 8.8 | 18.7 | .470 | 0.5 | 1.3 | .370 | 8.3 | 17.4 | .478 | 4.0 | 4.8 | .830 | 1.4   | 2.2    | 3.6 | 2.2  |     |     | 2.2 | 2.8 | 22.1 |
| 1971-72 ★ | 29   | Dallas Chaparrals      | ABA   | SG   | 84  |     | 36.8 | 6.8 | 16.0 | .426 | 0.3 | 0.9 | .333 | 6.5 | 15.1 | .432 | 4.4 | 5.0 | .870 | 0.9   | 2.9    | 3.8 | 2.8  |     |     | 2.4 | 3.2 | 18.3 |
| 1972-73   | 30   | TOTAL                  | ABA   | SG   | 80  |     | 26.6 | 5.4 | 11.0 | .487 | 0.2 | 0.4 | .419 | 5.2 | 10.7 | .489 | 2.5 | 3.1 | .810 | 0.7   | 2.1    | 2.8 | 1.5  |     |     | 1.9 | 2.8 | 13.4 |
| 1972-73   | 30   | Dallas Chaparrals      | ABA   | SG   | 13  |     | 35.3 | 6.3 | 14.4 | .439 | 0.2 | 0.2 | .667 | 6.2 | 14.2 | .435 | 4.2 | 5.3 | .797 | 0.5   | 3.1    | 3.5 | 2.7  |     |     | 3.1 | 3.3 | 17.0 |
| 1972-73   | 30   | Carolina Cougars       | ABA   | SG   | 67  |     | 24.9 | 5.2 | 10.4 | .500 | 0.2 | 0.4 | .393 | 5.0 | 10.0 | .504 | 2.2 | 2.7 | .815 | 0.7   | 1.9    | 2.7 | 1.3  |     |     | 1.6 | 2.6 | 12.7 |
| 1973-74   | 31   | TOTAL                  | ABA   | SG   | 86  |     | 24.3 | 4.7 | 10.5 | .445 | 0.2 | 0.5 | .302 | 4.5 | 10.0 | .452 | 1.5 | 2.0 | .762 | 0.7   | 2.0    | 2.7 | 2.2  | 0.3 | 0.2 | 2.0 | 2.6 | 10.9 |
| 1973-74   | 31   | Carolina Cougars       | ABA   | SG   | 44  |     | 21.3 | 3.7 | 8.3  | .441 | 0.0 | 0.2 | .000 | 3.7 | 8.1  | .450 | 1.0 | 1.3 | .746 | 0.7   | 1.5    | 2.2 | 1.3  | 0.3 | 0.2 | 1.5 | 2.2 | 8.3  |
| 1973-74   | 31   | Denver Rockets         | ABA   | SG   | 42  |     | 27.5 | 5.7 | 12.7 | .448 | 0.3 | 0.9 | .361 | 5.4 | 11.9 | .454 | 2.0 | 2.6 | .771 | 0.8   | 2.5    | 3.3 | 3.0  | 0.3 | 0.1 | 2.6 | 3.0 | 13.7 |
| 1974-75   | 32   | Spirits of St. Louis   | ABA   | SG   | 69  |     | 27.3 | 4.2 | 9.5  | .439 | 0.1 | 0.3 | .211 | 4.1 | 9.2  | .446 | 2.5 | 3.0 | .830 | 0.6   | 2.2    | 2.8 | 2.9  | 0.8 | 0.1 | 2.1 | 1.9 | 10.9 |
| 1975-76   | 33   | Portland Trail Blazers | NBA   | SG   | 64  |     | 12.8 | 2.6 | 5.9  | .442 |     |     |      | 2.6 | 5.9  | .442 | 1.2 | 1.5 | .830 | 0.2   | 1.0    | 1.2 | 1.0  | 0.3 | 0.1 |     | 1.5 | 6.5  |
| Total     |      |                        | TOTAL |      | 704 |     | 29.9 | 5.9 | 13.2 | .444 | 0.3 | 0.9 | .338 | 5.6 | 12.4 | .450 | 3.2 | 3.8 | .822 | 1.0   | 2.3    | 3.5 | 2.2  | 0.4 | 0.1 | 2.2 | 2.8 | 15.2 |
|           |      |                        | ABA   |      | 640 |     | 31.6 | 6.2 | 14.0 | .444 | 0.3 | 0.9 | .338 | 5.9 | 13.1 | .451 | 3.4 | 4.1 | .822 | 1.1   | 2.5    | 3.7 | 2.3  | 0.5 | 0.1 | 2.2 | 2.9 | 16.0 |
|           |      |                        | NBA   |      | 64  |     | 12.8 | 2.6 | 5.9  | .442 |     |     |      | 2.6 | 5.9  | .442 | 1.2 | 1.5 | .830 | 0.2   | 1.0    | 1.2 | 1.0  | 0.3 | 0.1 |     | 1.5 | 6.5  |

### Playoffs
| Temporada | Edad | Equipo               | Liga | Pos. | P  | TIT | MIN  | TC  | TCA  | %TC  | 3P  | 3PA | %3P  | 2P  | 2PA  | %2P  | TL  | TLA | %TL   | R.OF. | R.DEF. | REB | ASIS | ROB | TAP | PER | FP  | PTS  |
| 1968-69   | 26   | N.O. Buccaneers      | ABA  | SG   | 11 |     | 38.9 | 6.5 | 15.8 | .414 | 0.4 | 1.4 | .267 | 6.2 | 14.5 | .428 | 3.4 | 4.5 | .740  |       |        | 4.9 | 1.6  |     |     | 3.3 | 4.0 | 16.8 |
| 1970-71   | 28   | Memphis Pros         | ABA  | SG   | 4  |     | 40.8 | 9.8 | 22.0 | .443 | 0.5 | 1.8 | .286 | 9.3 | 20.3 | .457 | 2.8 | 2.8 | 1.000 | 2.0   | 3.3    | 5.3 | 2.3  |     |     | 3.0 | 3.5 | 22.8 |
| 1971-72   | 29   | Dallas Chaparrals    | ABA  | SG   | 4  |     | 34.3 | 7.5 | 15.8 | .476 | 0.0 | 0.8 | .000 | 7.5 | 15.0 | .500 | 4.5 | 5.3 | .857  |       |        | 4.8 | 2.8  |     |     | 1.5 | 4.8 | 19.5 |
| 1972-73   | 30   | Carolina Cougars     | ABA  | SG   | 12 |     | 30.7 | 5.1 | 11.3 | .452 | 0.2 | 0.3 | .500 | 4.9 | 10.9 | .450 | 2.8 | 3.5 | .810  | 0.7   | 2.3    | 3.0 | 0.8  |     |     | 2.3 | 3.3 | 13.2 |
| 1974-75   | 32   | Spirits of St. Louis | ABA  | SG   | 6  |     | 21.3 | 3.7 | 7.5  | .489 | 0.0 | 0.2 | .000 | 3.7 | 7.3  | .500 | 1.8 | 2.8 | .647  | 0.2   | 2.2    | 2.3 | 2.3  | 0.3 | 0.5 | 1.3 | 2.5 | 9.2  |
| Total     |      |                      | ABA  |      | 37 |     | 33.1 | 6.1 | 13.6 | .444 | 0.2 | 0.8 | .267 | 5.8 | 12.8 | .455 | 3.0 | 3.8 | .787  | 0.8   | 2.5    | 3.9 | 1.6  | 0.3 | 0.5 | 2.4 | 3.6 | 15.3 |